# Campionato asiatico maschile di pallacanestro 1997
Il 19º Campionato Asiatico Maschile di Pallacanestro FIBA si è svolto dall'11 al 19 settembre 1997 a Riad in Arabia Saudita.
I Campionati asiatici maschili di pallacanestro sono una manifestazione biennale tra le squadre nazionali del continente, organizzata dalla FIBA Asia.

## Squadre partecipanti
| Gruppo A                            | Gruppo B                                                   | Gruppo C                                | Gruppo D                                             |
| ----------------------------------- | ---------------------------------------------------------- | --------------------------------------- | ---------------------------------------------------- |
| - Cina - Iran - Bahrein - Filippine | - Corea del Sud - Emirati Arabi Uniti - India - Bangladesh | - Giappone - Arabia Saudita - Hong Kong | - Taipei cinese - Giordania - Kazakistan - Indonesia |

## Classifica finale
| Rank | Team                | Record |
| ---- | ------------------- | ------ |
|      | Corea del Sud       | 7–1    |
|      | Giappone            | 4–3    |
|      | Cina                | 7–1    |
| 4    | Arabia Saudita      | 4–3    |
| 5    | Emirati Arabi Uniti | 4–3    |
| 6    | Taipei cinese       | 4–3    |
| 7    | Giordania           | 3–4    |
| 8    | Iran                | 3–4    |
| 9    | Filippine           | 3–3    |
| 10   | Bahrein             | 4–3    |
| 11   | India               | 3–3    |
| 12   | Indonesia           | 2–5    |
| 13   | Kazakistan          | 2–4    |
| 14   | Hong Kong           | 1–5    |
| 15   | Bangladesh          | 0–6    |